# Rio Clopotiva
O Rio Clopotiva é um rio da Romênia, afluente do Ciorani, localizado no distrito de Hunedoara.